# Asarum hypogynum
Asarum hypogynum är en piprankeväxtart som beskrevs av Bunzo Hayata. Asarum hypogynum ingår i släktet hasselörter, och familjen piprankeväxter. Inga underarter finns listade i Catalogue of Life.